# Daniel Samek
Daniel Samek (Chaloupky, 19 febbraio 2004) è un calciatore ceco, centrocampista dell' Artis Brno.

## Caratteristiche tecniche
Centrocampista molto duttile e di piede destro, predilige giocare davanti alla difesa, ma la buona tecnica di base e l'ottima visione di gioco gli consentono di essere impiegato anche in posizione più avanzata, da mezzala. In passato, è stato utilizzato anche come difensore centrale.
Per le sue caratteristiche è stato paragonato a Frenkie de Jong e al connazionale Tomáš Souček.

## Carriera

### Club

#### Inizi e Slavia Praga
Inizia a giocare nel vivaio del Hradec Králové, per poi approdare, nel 2018, nel settore giovanile dello Slavia Praga. Convocato per la prima volta in prima squadra dall'allenatore Jindřich Trpišovský nella seconda metà del 2020, saltando così il consueto passaggio dalla formazione cadetta, debutta con lo Slavia il 3 marzo 2021, in occasione dell'incontro di coppa nazionale vinto per 10-3 contro lo Slavia Karlovy Vary. In questo modo diviene il giocatore più giovane nella storia del club, nonché il terzo giocatore più giovane di una competizione professionistica ceca (dietro a Václav Kadlec e Adam Hložek). Il 23 maggio seguente debutta anche in campionato, subentrando nella sfida contro il Jablonec, conclusasi con un pareggio per 1-1.
Promosso definitivamente in prima squadra dalla stagione seguente, il 22 agosto del 2021 realizza la sua prima rete fra i professionisti, nella vittoria per 4-0 contro il Baník Ostrava. Il 26 settembre successivo segna proprio contro il Hradec Králové, squadra in cui aveva tirato i primi calci.

#### Lecce e prestito allo Hradec Králové
Il 30 luglio 2022 viene acquistato dal Lecce, che lo aggrega alla squadra Primavera. Con la formazione giovanile del Lecce gioca 63 partite con un gol segnato in due stagioni, aggiudicandosi il campionato italiano nel 2022-2023, ma non esordisce mai in prima squadra.
Il 25 agosto 2024 viene ceduto in prestito allo Hradec Králové.

#### Artis Brno
Il 2 luglio 2025 viene ceduto a titolo definitivo all'Artis Brno.

### Nazionale
Ha rappresentato la Repubblica Ceca a diversi livelli giovanili, vestendo anche il ruolo di capitano in più occasioni e selezioni.

## Statistiche

### Presenze e reti nei club
Statistiche aggiornate al 25 agosto 2024.
| Stagione            | Squadra             | Campionato          | Campionato | Campionato | Coppe nazionali | Coppe nazionali | Coppe nazionali | Coppe continentali | Coppe continentali | Coppe continentali | Altre coppe | Altre coppe | Altre coppe | Totale | Totale | Totale |
| Stagione            | Squadra             | Comp                | Pres       | Reti       | Comp            | Pres            | Reti            | Comp               | Pres               | Reti               | Comp        | Pres        | Reti        | Pres   | Reti   |        |
| ------------------- | ------------------- | ------------------- | ---------- | ---------- | --------------- | --------------- | --------------- | ------------------ | ------------------ | ------------------ | ----------- | ----------- | ----------- | ------ | ------ | ------ |
| 2020-2021           | Slavia Praga        | 1L                  | 2          | 0          | CRC             | 1               | 0               |                    | -                  | -                  |             | -           | -           | 3      | 0      |        |
| 2021-2022           | Slavia Praga        | 1L                  | 17         | 3          | CRC             | 2               | 0               | UCL+UEL+UECL       | 0+1+5              | 0                  |             | -           | -           | 25     | 3      |        |
| Totale Slavia Praga | Totale Slavia Praga | Totale Slavia Praga | 19         | 3          |                 | 3               | 0               |                    | 6                  | 0                  |             | -           | -           | 28     | 3      |        |
| 2022-2023           | Lecce               | A                   | 0          | 0          | CI              | 0               | 0               | -                  | -                  | -                  | -           | -           | -           | 0      | 0      |        |
| 2023-2024           | Lecce               | A                   | 0          | 0          | CI              | 0               | 0               | -                  | -                  | -                  | -           | -           | -           | 0      | 0      |        |
| Totale Lecce        | Totale Lecce        | Totale Lecce        | 0          | 0          |                 | 0               | 0               |                    | -                  | -                  |             | -           | -           | 0      | 0      |        |
| 2024-2025           | Hradec Králové      | 1L                  | 0          | 0          | CRC             | 0               | 0               | -                  | -                  | -                  | -           | -           | -           | 0      | 0      |        |
| Totale carriera     | Totale carriera     | Totale carriera     | 19         | 3          |                 | 3               | 0               |                    | 6                  | 0                  |             | -           | -           | 28     | 3      |        |

## Palmarès

### Club

#### Competizioni nazionali
- Campionato ceco: 1

Slavia Praga: 2020-2021
- Coppa della Repubblica Ceca: 1

Slavia Praga: 2020-2021

#### Competizioni giovanili
- Campionato Primavera 1: 1

Lecce: 2022-2023